# Leo Sternbach
Leo Sternbach (n. 7 mai 1908, Opatija, Litoralul austriac, Austro-Ungaria – d. 28 septembrie 2005, Chapel Hill, Carolina de Nord, SUA) a fost un chimist polonez american cărora i se atribuie prima sintetizare a benzodiazepinelor, principala clasă de tranchilizante.

## Educația și cariera
A obținut masteratul în farmacie în 1929 și doctoratul în chimie organică în 1931 de la Universitatea Jagiellonă din Cracovia. În 1937, a primit o bursă de la Fundația Feliks Wislicki. S-a mutat la Viena și apoi la Zurich, unde și-a continuat cercetările începute la Cracovia. La Viena, a lucrat cu Wolfgang Joseph Pauli (Sr.) și Sigmund Fränkel; după care a lucrat cu Leopold Ružička la Institutul Federal Elvețian de Tehnologie din Zurich. Când a început războiul, el era încă în Elveția. Mama sa, născută în Ungaria, a supraviețuit ascunsă de polonezi. Aflat la Basel, la 1 iunie 1940, și-a început cariera la Hoffmann-La Roche, unde a lucrat până în 2003. S-a căsătorit cu Herta Kreuzer. În 1941, s-a mutat în Statele Unite pentru a lucra la Hoffmann-La Roche din Nutley, New Jersey, scăpând astfel de naziști. [5] În timp ce lucra pentru Hoffmann-La Roche din Nutley, New Jersey, Sternbach a lucrat semnificativ la noi medicamente. I se atribuie descoperirea de clordiazepoxid (Librium), diazepam (Valium), flurazepam (Dalmane), nitrazepam (Mogadon), flunitrazepam (Rohipnol), clonazepam (Klonopin) și trimetafan (Arfonad). Librium, pe baza compusului R0 6-690 descoperit de Sternbach în 1956, a fost aprobat pentru utilizare în 1960. În 1963, versiunea sa îmbunătățită, Valium, a fost lansată și a devenit uimitor de populară: între 1969 și 1982, a fost cel mai prescris medicament în America, cu peste 2,3 miliarde de doze vândute în anul său de vârf din 1978. Cu Moses Wolf Goldberg, Sternbach a dezvoltat, de asemenea, „prima metodă aplicabilă comercial” pentru sintetizarea biotinei. Sternbach deținea 241 de brevete, iar descoperirile sale au contribuit la transformarea lui Roche într-un gigant al industriei farmaceutice. Nu a devenit bogat din descoperirile sale, dar a fost fericit; a tratat chimia ca pe o pasiune și a spus: „Am făcut întotdeauna exact ceea ce am vrut să fac”. A fost activ în carieră până la vârsta de 95 de ani. Sternbach a fost rezident de mult timp în Upper Montclair, New Jersey, din 1943 până în 2003. S-a mutat apoi la Chapel Hill, Carolina de Nord, unde a murit în 2005.

## Trecut și familie
Sternbach s-a născut la 7 mai 1908, la Opatija, Litoralul Austriac, Imperiul Austro-Ungar, într-o familie evreiască de clasă mijlocie superioară. Avea un frate mai mic, Giusi. Tatăl său Michael Abracham Sternbach era din orașul polonez Przemyśl din Galicia (pe atunci parte a Austro-Ungariei), iar mama sa Piroska (născută Cohn) Sternbach era din Orosháza, Ungaria. Părinții lui Sternbach s-au întâlnit și s-au căsătorit în Opatija, unde locuiau amândoi. Familia locuia în condiții modeste, într-un apartament închiriat cu patru camere la etajul trei al „Vila Jadran” (Vila Adriatic), lângă farmacia deținută de tatăl lui Sternbach. Sternbach a urmat o școală privată germană în Opatija până când a fost închisă în 1920 și, din moment ce nu știa limba italiană, și-a continuat școala în Villach, Graz și Bielitz. În 1926, Sternbach s-a mutat împreună cu familia sa la Cracovia, Polonia. În același an, fratele său mai mic a murit de scarlatină, la vârsta de cincisprezece ani.